# Pata (broń)

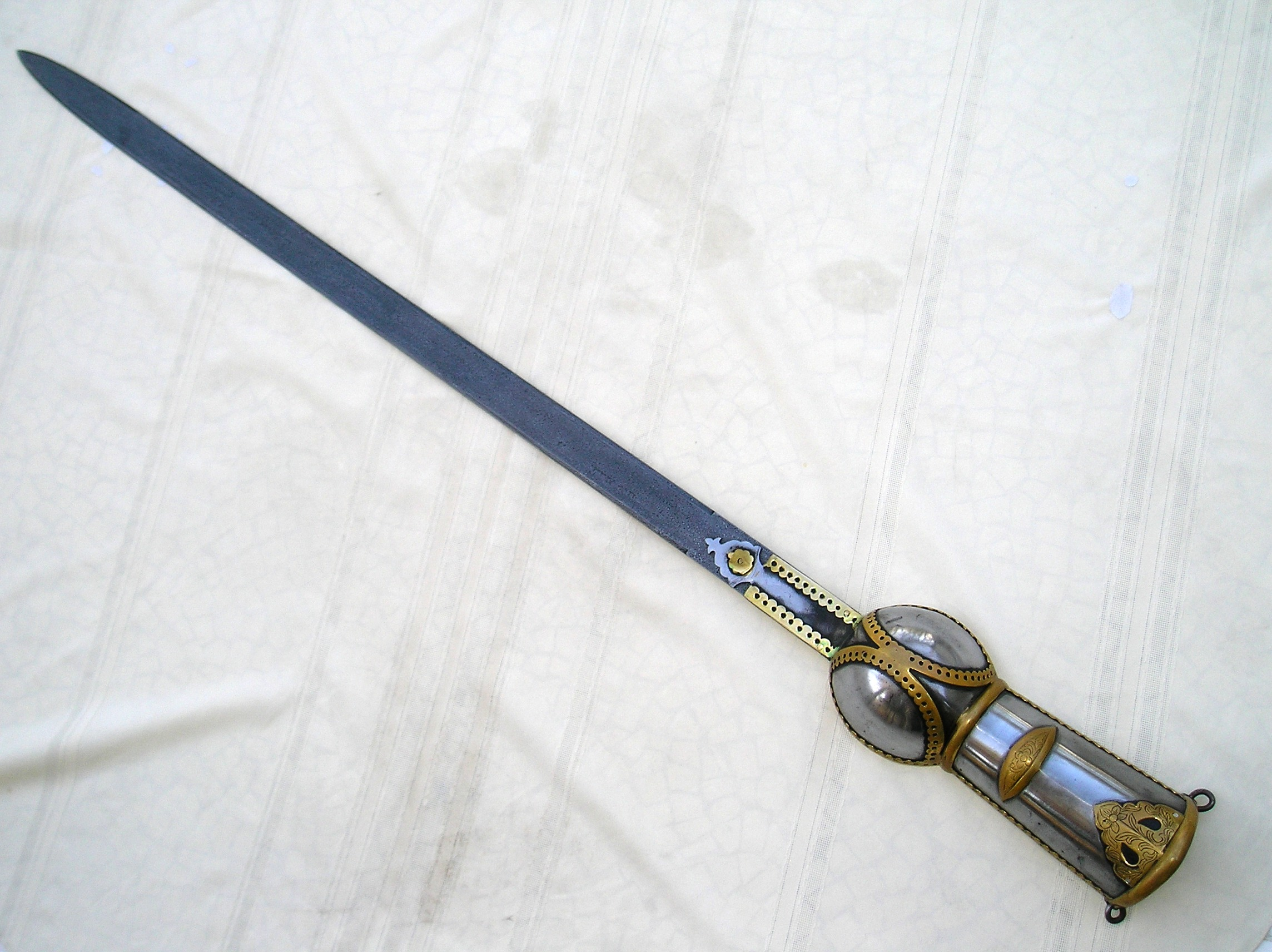
Pata

Pata – oryginalny typ broni białej wywodzącej się z południowych Indii, gdzie używana była przez Marathów.
Wykonywano je z importowanych głowni europejskich, prostych, długich na około metr. Charakterystyczną cechą paty była rękojeść rękawicowa, szczelnie chroniąca dłoń i całe przedramię, na kształt rycerskiej rękawicy. Dłoń chroniona była przez kulistą osłonę, wewnątrz której znajdował się poprzeczny uchwyt do trzymania broni. Pancerny mankiet posiadał klamrę, do wkładania dłoni w rękojeść. Z zewnątrz rękojeści były często bogato zdobione cyzelowaniem, złoceniem i perforacją; wnętrze miękko wyścielano tkaniną.
W walce pata stawała się właściwie przedłużeniem ramienia, a wytrenowany szermierz mógł zadawać ciosy właściwie we wszystkich kierunkach.

## Galeria

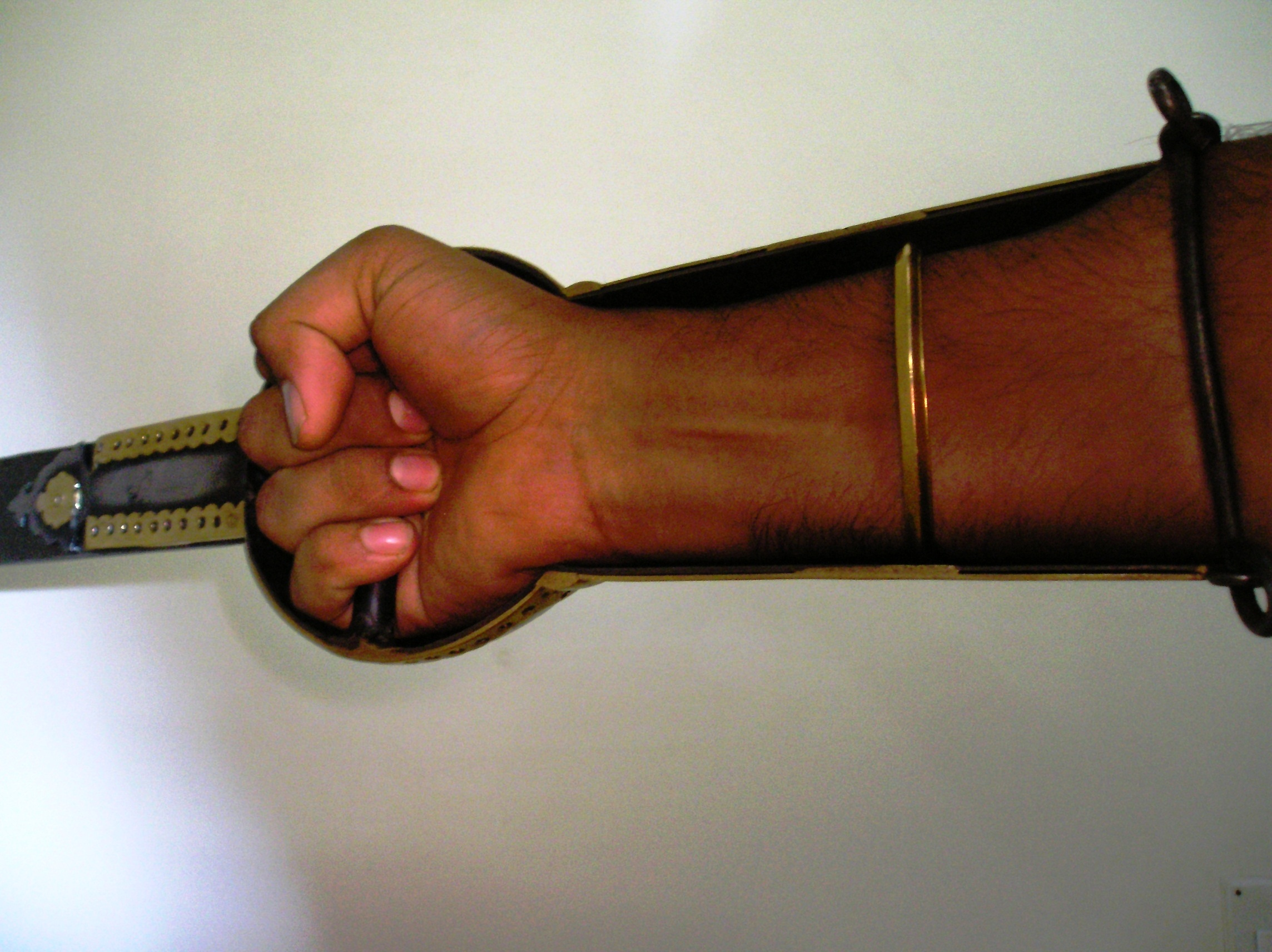
Przekrój i sposób trzymania paty
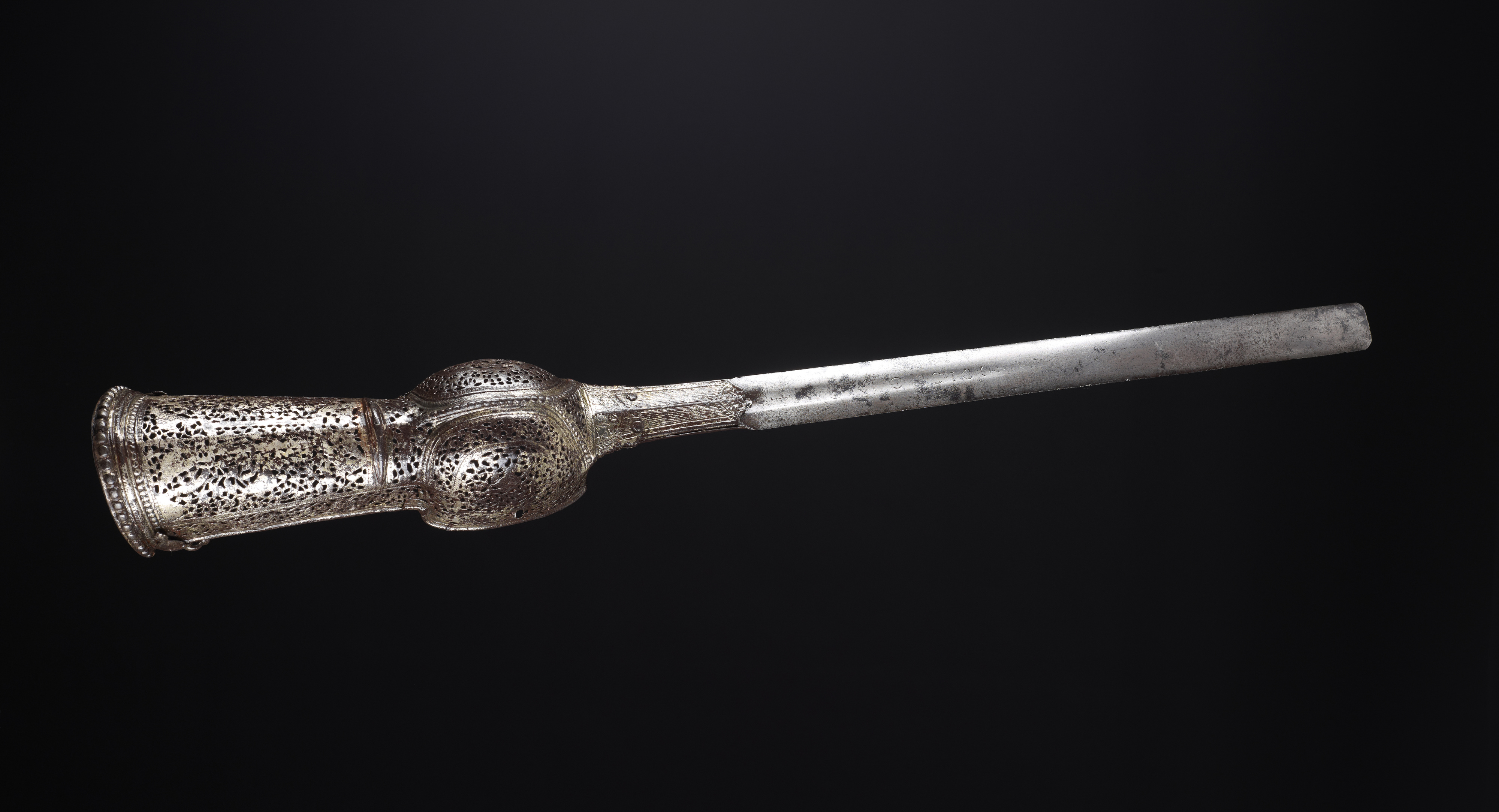
Pata z XIX wieku, Muzeum Narodowe w Krakowie